# Інтегральне правило Лейбніца

## Формальне твердження
Нехай f(x, t) — це функція така, що часткова похідна f щодо t існує і є неперервною. Тоді,
{\displaystyle {\frac {\mathrm {d} }{\mathrm {d} t}}\left(\int _{a(t)}^{b(t)}f(x,t)\,\mathrm {d} x\right)=\int _{a(t)}^{b(t)}{\frac {\partial f}{\partial t}}\,\mathrm {d} x\,+\,f{\big (}b(t),t{\big )}\cdot b'(t)\,-\,f{\big (}a(t),t{\big )}\cdot a'(t)}

## Доведення
Нехай
{\displaystyle \varphi (\alpha )=\int _{a}^{b}f(x,\alpha )\,\mathrm {d} x,}
де a і b — функції від α, що мають прирости Δa і Δb, відповідно, коли α збільшують на Δα. Тоді,
{\displaystyle {\begin{aligned}\Delta \varphi &=\varphi (\alpha +\Delta \alpha )-\varphi (\alpha )\\&=\int _{a+\Delta a}^{b+\Delta b}f(x,\alpha +\Delta \alpha )\,\mathrm {d} x-\int _{a}^{b}f(x,\alpha )\,\mathrm {d} x\\&=\int _{a+\Delta a}^{a}f(x,\alpha +\Delta \alpha )\,\mathrm {d} x+\int _{a}^{b}f(x,\alpha +\Delta \alpha )\,\mathrm {d} x+\int _{b}^{b+\Delta b}f(x,\alpha +\Delta \alpha )\,\mathrm {d} x-\int _{a}^{b}f(x,\alpha )\,\mathrm {d} x\\&=-\int _{a}^{a+\Delta a}f(x,\alpha +\Delta \alpha )\,\mathrm {d} x+\int _{a}^{b}[f(x,\alpha +\Delta \alpha )-f(x,\alpha )]\,\mathrm {d} x+\int _{b}^{b+\Delta b}f(x,\alpha +\Delta \alpha )\,\mathrm {d} x\end{aligned}}}
Використовуючи  теорему про середнє значення у формі, {\displaystyle \int _{a}^{b}f(x)\,\mathrm {d} x=(b-a)f(\xi )}, де a < ξ < b, до першого і останнього інтегралів у формулі для Δφ вище, маємо
{\displaystyle \Delta \varphi =-\Delta af(\xi _{1},\alpha +\Delta \alpha )+\int _{a}^{b}[f(x,\alpha +\Delta \alpha )-f(x,\alpha )]\,\mathrm {d} x+\Delta bf(\xi _{2},\alpha +\Delta \alpha )}
Ділячи на Δα і спрямовуючи Δα → 0, і зауважуючи, що ξ1 → a і ξ2 → b, і використовуючи наступне
{\displaystyle \lim _{\Delta \alpha \to 0}\int _{a}^{b}{\frac {f(x,\alpha +\Delta \alpha )-f(x,\alpha )}{\Delta \alpha }}\,\mathrm {d} x=\int _{a}^{b}{\frac {\mathrm {d} }{\mathrm {d} \alpha }}f(x,\alpha )\,\mathrm {d} x}
отримуємо загальну форму інтегрального правила Лейбніца:
{\displaystyle {\frac {\mathrm {d} \varphi }{\mathrm {d} \alpha }}=\int _{a}^{b}{\frac {\mathrm {d} }{\mathrm {d} \alpha }}f(x,\alpha )\,\mathrm {d} x+f(b,\alpha ){\frac {\mathrm {d} b}{\mathrm {d} \alpha }}-f(a,\alpha ){\frac {\mathrm {d} a}{\mathrm {d} \alpha }}}

## Графічне пояснення

На зображенні горизонтальна вісь це вісь {\displaystyle x}. Ми маємо, що різні значення {\displaystyle t} дають різні функції від {\displaystyle x}. 
Згідно з правилом Лейбніца, границі {\displaystyle a,b} змінюватимуться зі зміною {\displaystyle t}. Отже, зі зміною {\displaystyle t} маємо три внески у зміну інтеграла:
1. Змінюється нижня границя. Площа під кривою зменшується приблизно на жовту область
{\displaystyle dA_{1}=-da\ f(x,a)=-dt{\frac {da}{dt}}f(x,a).}
2. Змінюється верхня границя. Подібним чином 
{\displaystyle dA_{2}=db\ f(x,b)=dt{\frac {db}{dt}}f(x,b).}
3. Змінюється інтегранд. Його площа зменшується на синю область і збільшується на область морського кольору. 
{\displaystyle dA_{3}=\int _{a}^{b}[f(x,t+dt)-f(x,t)]dx=\int _{a}^{b}{\frac {\delta f}{\delta t}}dt\ dx=dt\int _{a}^{b}{\frac {\delta f}{\delta t}}dx.}

Сумарна зміна дає нам формулу Лейбніца.